# Aristida parodii
Aristida parodii är en gräsart som beskrevs av Johannes Jan Theodoor Henrard. Aristida parodii ingår i släktet Aristida och familjen gräs. Inga underarter finns listade i Catalogue of Life.